# Bornmuellera kiyakii
Bornmuellera kiyakii là một loài thực vật có hoa trong họ Cải. Loài này được Aytaç & A.Aksoy mô tả khoa học đầu tiên năm 2000.